# Nati nel 1854
| Questa pagina contiene informazioni ricavate automaticamente dalle voci biografiche con l'ausilio del template Bio e di un bot. L'aggiornamento è periodico e automatico e ricostruisce completamente la pagina. Se manca una persona in questa lista, sei pregato di non aggiungerla, ma accertati piuttosto che la sua voce biografica contenga il template Bio e che i dati anagrafici siano correttamente compilati. Se il template Bio manca, inseriscilo tu stesso o, in alternativa, metti l'avviso {{tmp\|Bio}} che ne segnala la mancanza. Se i dati riportati sono sbagliati, correggi direttamente la voce biografica; le modifiche saranno visibili in questa lista entro pochi giorni. Per chiarimenti vedi il progetto biografie. La lista contiene solo le 485 persone che sono citate nell'enciclopedia e per le quali è stato implementato correttamente il template Bio. Pagina aggiornata al 18 ago 2025. |

## Gennaio(38)
- 1º gennaio - James George Frazer, antropologo e storico delle religioni scozzese († 1941)
- 1º gennaio - Attilio Odero, imprenditore italiano († 1945)
- 5 gennaio - Emmanuel Bénézit, gallerista e storico dell'arte francese († 1920)
- 6 gennaio - Susette La Flesche, scrittrice, artista e oratrice statunitense († 1902)
- 8 gennaio - Samuel Liddell MacGregor Mathers, esoterista e scrittore britannico († 1918)
- 8 gennaio - John Rahm, golfista statunitense († 1935)
- 8 gennaio - Yan Fu, traduttore cinese († 1921)
- 9 gennaio - Riccardo De Paolis, matematico italiano († 1892)
- 9 gennaio - Jennie Jerome, socialite statunitense († 1921)
- 10 gennaio - Ramón Corral, politico e generale messicano († 1912)
- 10 gennaio - Henry Detouche, pittore, incisore e disegnatore francese († 1913)
- 10 gennaio - Peter Gast, compositore tedesco († 1918)
- 11 gennaio - Michelangelo Vaccaro, politico e giurista italiano († 1937)
- 12 gennaio - Aleksandr Fëdorovič Roediger, generale e politico russo († 1920)
- 13 gennaio - Hector Frederik Estrup Jungersen, zoologo danese († 1917)
- 13 gennaio - Léon Lecornu, ingegnere e fisico francese († 1940)
- 14 gennaio - Matilde Augusta di Urach, principessa tedesca († 1907)
- 17 gennaio - Antonio Moscheni, gesuita, missionario e pittore italiano († 1905)
- 19 gennaio - Alfredo Straccali, letterato italiano († 1908)
- 21 gennaio - Karl Julius Beloch, storico tedesco († 1929)
- 21 gennaio - Riccardo Cattaneo, giurista e politico italiano († 1931)
- 21 gennaio - Eusapia Palladino, italiana († 1918)
- 22 gennaio - Sergej Sergeevič Korsakov, neurologo e psichiatra russo († 1900)
- 24 gennaio - Elisa Ciccodicola, pianista italiana († 1950)
- 24 gennaio - Paul Natorp, filosofo e storico tedesco († 1924)
- 25 gennaio - Segar Bastard, arbitro di calcio, calciatore e crickettista inglese († 1921)
- 26 gennaio - George Francis Atkinson, botanico, micologo e aracnologo statunitense († 1918)
- 26 gennaio - Gabriele Buccola, psichiatra e psicologo italiano († 1885)
- 26 gennaio - Marcelle Renée Lancelot Croce, pittrice e scultrice francese
- 26 gennaio - Luigi Adriano Milani, numismatico, filologo e museologo italiano († 1914)
- 28 gennaio - Cosmo Guastella, filosofo italiano († 1922)
- 28 gennaio - Max Hofmeier, ginecologo tedesco († 1927)
- 29 gennaio - Cosimo Bertacchi, geografo italiano († 1945)
- 29 gennaio - Ernesto Biondi, scultore italiano († 1917)
- 29 gennaio - Alexandru Ciurcu, inventore e giornalista rumeno († 1922)
- 29 gennaio - Takahira Kogorō, diplomatico giapponese († 1926)
- 31 gennaio - Leandro Caselli, ingegnere e architetto italiano († 1906)
- 31 gennaio - Ludwig von Pastor, storico e diplomatico tedesco († 1928)

## Febbraio(36)
- 2 febbraio - Domenico Amanzio, matematico e astronomo italiano († 1908)
- 2 febbraio - Arthur Goodyer, calciatore inglese († 1932)
- 2 febbraio - Frederick Stopford, generale inglese († 1929)
- 3 febbraio - Rudolf Kobert, farmacologo tedesco († 1918)
- 4 febbraio - Marie Béquet de Vienne, attivista francese († 1913)
- 4 febbraio - Franz Courtens, pittore belga († 1943)
- 6 febbraio - Francesco Mele, avvocato, giornalista e politico italiano († 1919)
- 6 febbraio - Tommaso di Savoia-Genova, ammiraglio italiano († 1931)
- 7 febbraio - Robert B. Mantell, attore scozzese († 1928)
- 8 febbraio - Michele Gebbia, matematico italiano († 1929)
- 9 febbraio - Edward Carson, politico irlandese († 1935)
- 9 febbraio - Aletta Jacobs, medica olandese († 1929)
- 10 febbraio - James Ole Davidson, politico norvegese († 1922)
- 10 febbraio - Giovanni Muzzioli, pittore italiano († 1894)
- 11 febbraio - Adolf Gröber, politico e avvocato tedesco († 1919)
- 12 febbraio - Pasquale Leonardi Cattolica, politico e ammiraglio italiano († 1924)
- 12 febbraio - Angelo Menozzi, chimico e politico italiano († 1947)
- 12 febbraio - Roderich Stintzing, medico tedesco († 1933)
- 13 febbraio - Maximilián Pirner, pittore ceco († 1924)
- 15 febbraio - Adolphe de Calassanti-Motylinski, orientalista francese († 1907)
- 15 febbraio - Eugen Geinitz, geologo e mineralogista tedesco († 1925)
- 15 febbraio - José de Calasanz Félix Santiago Vives y Tutó, cardinale spagnolo († 1913)
- 15 febbraio - Stanisław Kazimierz Zdzitowiecki, vescovo cattolico polacco († 1927)
- 16 febbraio - Horatio Brown, storico britannico († 1926)
- 16 febbraio - Clément Huart, iranista, arabista e diplomatico francese († 1926)
- 16 febbraio - Charles Webster Leadbeater, vescovo vetero-cattolico e teosofo britannico († 1934)
- 16 febbraio - Vera Konstantinovna Romanova, nobile russa († 1912)
- 17 febbraio - Friedrich Alfred Krupp, imprenditore tedesco († 1902)
- 18 febbraio - Herbert John Gladstone, politico britannico († 1930)
- 19 febbraio - Louis Georges Gouy, fisico francese († 1926)
- 19 febbraio - Aleksandr Aleksandrovič Mosolov, generale e diplomatico russo († 1939)
- 21 febbraio - Carl Röder, scultore e litografo tedesco († 1922)
- 22 febbraio - Giuseppe Pinna, politico e avvocato italiano († 1908)
- 28 febbraio - Cesare Ciani, pittore italiano († 1925)
- 28 febbraio - Francesco Giarda, pianista, compositore e docente italiano († 1907)
- 28 febbraio - Elisabetta Sibilla di Sassonia-Weimar-Eisenach, principessa tedesca († 1908)

## Marzo(46)
- 1º marzo - Samu Pecz, architetto ungherese († 1922)
- 2 marzo - Mario Alessi, avvocato e politico italiano († 1928)
- 4 marzo - Napier Shaw, meteorologo britannico († 1945)
- 5 marzo - Ruth Belville, imprenditrice britannica († 1943)
- 6 marzo - Luigi Concetti, pediatra italiano († 1920)
- 6 marzo - Nikolaj Vladimirovič Ruzskij, generale russo († 1918)
- 7 marzo - Arnaldo Angelucci, oculista italiano († 1933)
- 7 marzo - Carl Hocheder, architetto tedesco († 1917)
- 7 marzo - Georg Johann Pfeffer, zoologo tedesco († 1931)
- 8 marzo - Gustave Mutel, arcivescovo cattolico e missionario francese († 1933)
- 9 marzo - Francesco Matarazzo, imprenditore italiano († 1937)
- 10 marzo - Fredrik Aalto, scrittore e insegnante finlandese († 1917)
- 10 marzo - Miguel Costa y Llobera, poeta e presbitero spagnolo († 1922)
- 10 marzo - Henry Edward Krehbiel, scrittore, critico musicale e musicologo statunitense († 1923)
- 10 marzo - Thomas MacKenzie, politico neozelandese († 1930)
- 11 marzo - Federico Weil, banchiere e dirigente d'azienda italiano († 1919)
- 12 marzo - Dante Del Papa, tenore italiano († 1924)
- 12 marzo - Johan Turi, scrittore norvegese († 1936)
- 13 marzo - Vincenzo Cervello, medico italiano († 1918)
- 14 marzo - Paul Ehrlich, microbiologo e immunologo tedesco († 1915)
- 14 marzo - Alexandru Macedonski, poeta, romanziere e drammaturgo rumeno († 1920)
- 14 marzo - Thomas R. Marshall, politico statunitense († 1925)
- 15 marzo - Emil Adolf von Behring, medico, fisiologo e batteriologo tedesco († 1917)
- 15 marzo - Joseph Anthelme Fournier, generale francese († 1928)
- 18 marzo - Adolfo Hohenstein, pittore e pubblicitario tedesco († 1928)
- 18 marzo - Guido Pompilj, politico italiano († 1910)
- 18 marzo - Luigi Zappi Ceroni, imprenditore e politico italiano († 1932)
- 19 marzo - Marie Tannæs, pittrice norvegese († 1939)
- 21 marzo - Léo Taxil, scrittore e giornalista francese († 1907)
- 22 marzo - Domenico Carbone, generale italiano († 1923)
- 22 marzo - Antonio De Tullio, imprenditore e politico italiano († 1934)
- 23 marzo - Emilia Mariani, insegnante, scrittrice e attivista italiana († 1917)
- 23 marzo - Alfred Milner, I visconte Milner, politico britannico († 1925)
- 25 marzo - John Lind, politico statunitense († 1930)
- 25 marzo - Roberto Mantovani, geologo e violinista italiano († 1933)
- 26 marzo - Jean-Joseph Hirth, missionario e vescovo cattolico francese († 1931)
- 26 marzo - Maurice Lecoq, tiratore a segno francese († 1925)
- 26 marzo - Amilcare Puviani, economista italiano († 1907)
- 27 marzo - Giovanni Battista Grassi, medico, zoologo e botanico italiano († 1925)
- 27 marzo - Władysław Kulczyński, aracnologo polacco († 1919)
- 27 marzo - Libero Pilotto, attore e drammaturgo italiano († 1900)
- 30 marzo - Alfredo Ilg, ingegnere svizzero († 1916)
- 30 marzo - Hermann Kövess, generale austro-ungarico († 1924)
- 30 marzo - Shankarrao Chimnajirao Gandekar, principe indiano († 1922)
- 31 marzo - Dugald Clerk, inventore, ingegnere e progettista britannico († 1932)
- 31 marzo - Jane Toppan, assassina seriale statunitense († 1938)

## Aprile(28)
- 1º aprile - Augustus Tolton, presbitero statunitense († 1897)
- 2 aprile - Giovanni Bordiga, matematico italiano († 1933)
- 2 aprile - Beniamino Spirito, avvocato e politico italiano († 1934)
- 3 aprile - Amilcare Lauria, scrittore italiano († 1932)
- 4 aprile - Domenico Raccuini, avvocato e politico italiano († 1920)
- 7 aprile - Camillo Fraschetti, ingegnere, dirigente d'azienda e politico italiano († 1944)
- 7 aprile - Agnes Joaquim, botanica armena († 1899)
- 8 aprile - George Carter, rugbista a 15 neozelandese († 1922)
- 8 aprile - Filippo De Cecco, imprenditore italiano († 1930)
- 11 aprile - Napoleone Parisani, pittore italiano († 1932)
- 12 aprile - Cesare Sanguinetti, avvocato e politico italiano († 1906)
- 13 aprile - William Henry Drummond, poeta, giornalista e medico irlandese († 1907)
- 15 aprile - Giuseppe Vadalà Papale, giurista italiano († 1921)
- 16 aprile - Vicente Casanova y Marzol, cardinale e arcivescovo cattolico spagnolo († 1930)
- 16 aprile - Hugh Fortescue, IV conte Fortescue, politico inglese († 1932)
- 17 aprile - Paul von Rennenkampf, generale russo († 1918)
- 17 aprile - Benjamin Tucker, filosofo statunitense († 1939)
- 19 aprile - Louis Capitan, medico e antropologo francese († 1929)
- 19 aprile - Anghel Saligny, ingegnere rumeno († 1925)
- 21 aprile - Adolf Lorenz, chirurgo austriaco († 1946)
- 22 aprile - Henri La Fontaine, politico e avvocato belga († 1943)
- 22 aprile - Vito Domenico Palumbo, poeta e grecista italiano († 1918)
- 23 aprile - Tia Ciata, imprenditrice e artista brasiliana († 1924)
- 25 aprile - Douglas Dawson, generale britannico († 1933)
- 26 aprile - Edward Haygarth, calciatore inglese († 1915)
- 26 aprile - Julius Wayland, politico e giornalista statunitense († 1912)
- 28 aprile - Hertha Marks Ayrton, ingegnera, matematica e fisica britannica († 1923)
- 29 aprile - Henri Poincaré, matematico, fisico e filosofo francese († 1912)

## Maggio(33)
- 1º maggio - Percy French, poeta, cantautore e pittore irlandese († 1920)
- 2 maggio - Josef Stenbäck, architetto e ingegnere finlandese († 1929)
- 3 maggio - David Beghè, pittore italiano († 1933)
- 3 maggio - Antonio Carle, chirurgo e patologo italiano († 1927)
- 3 maggio - Jean Psichari, filologo e scrittore francese († 1929)
- 4 maggio - Maria Álvarez Tubau, attrice teatrale spagnola († 1914)
- 4 maggio - Alfred Codrington, generale inglese († 1945)
- 5 maggio - Antonio Smareglia, compositore italiano († 1929)
- 7 maggio - Giuseppe Veronese, matematico italiano († 1917)
- 8 maggio - Augusto Piccini, chimico italiano († 1905)
- 10 maggio - Ottmar Mergenthaler, inventore e orologiaio tedesco († 1899)
- 11 maggio - Léon Ehrhart, compositore e organista francese († 1874)
- 13 maggio - Yves Delage, zoologo francese († 1920)
- 14 maggio - Luigi Alpago-Novello, medico, letterato e storico italiano († 1943)
- 14 maggio - Laura Pochin, nobildonna e attivista inglese († 1933)
- 14 maggio - Maria di Meclemburgo-Schwerin, nobile († 1920)
- 15 maggio - Ivan Horbačevs'kyj, chimico ucraino († 1942)
- 16 maggio - Andrew H. Longino, politico statunitense († 1942)
- 17 maggio - Emmanuel Dolivet, scultore francese († 1919)
- 17 maggio - Carl Schweninger il Giovane, pittore austriaco († 1912)
- 18 maggio - Hans von Mangoldt, matematico tedesco († 1925)
- 19 maggio - Camille Cavallier, imprenditore francese († 1926)
- 21 maggio - Hovsep Aznavur, architetto ottomano († 1935)
- 23 maggio - Pietro Baragiola, imprenditore e politico italiano († 1914)
- 23 maggio - Alessandro Baudi di Vesme, storico dell'arte italiano († 1923)
- 23 maggio - Karl Brandt, zoologo tedesco († 1931)
- 23 maggio - Alfonso Maria Massari, esploratore italiano († 1950)
- 25 maggio - Clara Louise Burnham, scrittrice statunitense († 1927)
- 27 maggio - Georges Eekhoud, scrittore belga († 1927)
- 27 maggio - Sergej Ščukin, imprenditore e collezionista d'arte russo († 1936)
- 28 maggio - Germán Riesco, magistrato, avvocato e politico cileno († 1916)
- 29 maggio - Jozef Janssens, pittore belga († 1930)
- 31 maggio - Ferruccio Benini, attore teatrale italiano († 1916)

## Giugno(26)
- 2 giugno - Max Rubner, fisiologo e igienista tedesco († 1932)
- 4 giugno - Solko van den Bergh, tiratore a segno olandese († 1916)
- 5 giugno - James Carroll, medico, ufficiale e batteriologo britannico († 1907)
- 7 giugno - Vittorio Cuniberti, ingegnere navale e militare italiano († 1913)
- 7 giugno - Augusto Setti, magistrato e politico italiano († 1931)
- 9 giugno - Arthur Thost, medico tedesco († 1937)
- 10 giugno - François de Curel, drammaturgo e scrittore francese († 1928)
- 10 giugno - Julius von Kennel, zoologo e entomologo tedesco († 1939)
- 11 giugno - Giuseppe De Martino, attore italiano († 1918)
- 13 giugno - Charles Algernon Parsons, ingegnere britannico († 1931)
- 13 giugno - Antonio Sogliano, archeologo italiano († 1942)
- 18 giugno - Maurice Ordonneau, drammaturgo e compositore francese († 1916)
- 19 giugno - Alfredo Catalani, compositore italiano († 1893)
- 19 giugno - Hjalmar Mellin, matematico finlandese († 1933)
- 19 giugno - Gianforte Suardi, imprenditore e politico italiano († 1931)
- 20 giugno - Alfonso Barinetti, avvocato e politico italiano († 1920)
- 20 giugno - Pietro Spica Marcataio, chimico italiano († 1929)
- 21 giugno - Federico Carbonetti, cantante lirico italiano († 1916)
- 23 giugno - Rajendra Nath Mookerjee, ingegnere indiano († 1936)
- 25 giugno - Charles Depéret, geologo e paleontologo francese († 1929)
- 25 giugno - Antonio Gaetani Di Laurenzana, nobile e politico italiano († 1898)
- 26 giugno - Robert Borden, politico canadese († 1937)
- 27 giugno - Niels Neergaard, politico danese († 1936)
- 27 giugno - Scipione Tecchi, cardinale italiano († 1915)
- 30 giugno - Paul Muteau, generale francese († 1927)
- 30 giugno - Karl Probst, pittore austriaco († 1924)

## Luglio(41)
- 1º luglio - Aristarch Belopol'skij, astronomo e astrofisico russo († 1934)
- 1º luglio - Henri-François Delaborde, storico francese († 1927)
- 1º luglio - Pier Enea Guarnerio, linguista, glottologo e poeta italiano († 1919)
- 1º luglio - Albert Bushnell Hart, storico statunitense († 1943)
- 2 luglio - Narcisse Théophile Patouillard, micologo e farmacista francese († 1926)
- 2 luglio - Vincenzo Pipitone, giornalista e politico italiano († 1928)
- 3 luglio - Leoš Janáček, compositore, musicologo e teorico della musica ceco († 1928)
- 3 luglio - Paolo Morrone, generale e politico italiano († 1937)
- 4 luglio - Victor Babeș, batteriologo e medico romeno († 1926)
- 4 luglio - Giuliano Corniani, ingegnere e politico italiano († 1919)
- 4 luglio - Alexandru Marghiloman, politico rumeno († 1925)
- 5 luglio - Giuseppe Sacconi, architetto italiano († 1905)
- 6 luglio - Pasquale Melucci, giurista italiano († 1929)
- 7 luglio - Louis Marie Cordonnier, architetto francese († 1940)
- 7 luglio - Nikolaj Aleksandrovič Morozov, rivoluzionario, scrittore e scienziato russo († 1946)
- 8 luglio - Alexander Carlisle, progettista britannico († 1926)
- 10 luglio - James T. Kelley, attore irlandese († 1933)
- 12 luglio - George Eastman, imprenditore statunitense († 1932)
- 13 luglio - Gherardo Ghirardini, archeologo italiano († 1920)
- 14 luglio - Aleksandr Aleksandrovič Kopylov, violinista e compositore russo († 1911)
- 14 luglio - Dave Rudabaugh, pistolero statunitense († 1886)
- 15 luglio - Jacek Malczewski, pittore polacco († 1929)
- 16 luglio - Richard Frommel, ginecologo tedesco († 1912)
- 20 luglio - Alfonso Di Vestea, medico, batteriologo e virologo italiano († 1938)
- 21 luglio - Albert Edelfelt, pittore finlandese († 1905)
- 21 luglio - Carl Paul Goerz, imprenditore tedesco († 1923)
- 23 luglio - Miquel Carbonell i Selva, pittore e poeta spagnolo († 1896)
- 24 luglio - Konstantin Jireček, storico ceco († 1918)
- 24 luglio - Guy Le Strange, orientalista britannico († 1933)
- 25 luglio - Charles Eldridge, attore statunitense († 1922)
- 25 luglio - Robert Schiff, chimico tedesco († 1940)
- 26 luglio - Ernst Bassermann, politico tedesco († 1917)
- 27 luglio - Vasil Radoslavov, politico bulgaro († 1929)
- 27 luglio - Takahashi Korekiyo, politico giapponese († 1936)
- 29 luglio - Edgar Field, calciatore inglese († 1934)
- 29 luglio - Georg Kerschensteiner, pedagogista tedesco († 1932)
- 30 luglio - Anthony Caminetti, avvocato e politico statunitense († 1923)
- 31 luglio - James Melville Babington, generale britannico († 1936)
- 31 luglio - José Canalejas Méndez, politico spagnolo († 1912)
- 31 luglio - Theodor Christomannos, magistrato, avvocato e alpinista austro-ungarico († 1911)
- 31 luglio - Fritz Hommel, orientalista tedesco († 1936)

## Agosto(30)
- 2 agosto - Francis Marion Crawford, scrittore e drammaturgo statunitense († 1909)
- 2 agosto - Charles Pierrepont, IV conte Manvers, militare, politico e nobile inglese († 1926)
- 2 agosto - Eugène Ruffy, politico svizzero († 1919)
- 2 agosto - Maria di Sassonia-Altenburg, tedesca († 1898)
- 3 agosto - Fernand de La Tombelle, organista e compositore francese († 1928)
- 4 agosto - Marija Kostjantynivna Zan'kovec'ka, attrice teatrale ucraina († 1934)
- 6 agosto - Ferdinando Bianchi, giurista italiano († 1896)
- 7 agosto - Julius Menadier, numismatico tedesco († 1939)
- 8 agosto - Carlo Fisogni, politico e tiratore a segno italiano († 1936)
- 11 agosto - Mihalaki Georgiev, scrittore bulgaro († 1916)
- 11 agosto - Paul Hoecker, pittore tedesco († 1910)
- 11 agosto - Raffaello Nasini, chimico italiano († 1931)
- 11 agosto - Felix von Luschan, medico austriaco († 1924)
- 12 agosto - Ignat Herrmann, scrittore ceco († 1935)
- 13 agosto - Salvatore Fratellini, avvocato e politico italiano († 1929)
- 14 agosto - John Bain, calciatore inglese († 1929)
- 15 agosto - Henry Correvon, naturalista e botanico svizzero († 1939)
- 15 agosto - Laurits Andersen Ring, pittore danese († 1933)
- 17 agosto - Alfonso Asturaro, sociologo italiano († 1917)
- 18 agosto - Ettore Sighieri, politico e ingegnere italiano
- 20 agosto - Riccardo Bianchi, ingegnere e dirigente d'azienda italiano († 1936)
- 20 agosto - Paul Schlenther, critico teatrale, regista teatrale e drammaturgo tedesco († 1916)
- 22 agosto - Charles Fillmore, mistico statunitense († 1948)
- 22 agosto - Milan Obrenović IV di Serbia, re serbo († 1901)
- 23 agosto - Benedetto Cirmeni, politico e giornalista italiano († 1935)
- 23 agosto - Moritz Moszkowski, compositore e pianista polacco († 1925)
- 27 agosto - Karl Grobben, biologo e zoologo austriaco († 1945)
- 27 agosto - Adolf Langfeld, politico tedesco († 1939)
- 29 agosto - Joseph Jacobs, australiano († 1916)
- 31 agosto - Erulo Eroli, pittore italiano († 1916)

## Settembre(37)
- 1º settembre - Anna Botsford Comstock, scrittrice, illustratrice e educatrice statunitense († 1930)
- 1º settembre - Engelbert Humperdinck, compositore tedesco († 1921)
- 1º settembre - Vittorio Pieri, attore teatrale italiano († 1926)
- 2 settembre - Hans Jæger, scrittore, politico e filosofo norvegese († 1910)
- 2 settembre - Paul Marie Eugène Vieille, chimico e inventore francese († 1934)
- 3 settembre - Willem Marinus van Rossum, cardinale e arcivescovo cattolico olandese († 1932)
- 3 settembre - Charles Tatham, schermidore statunitense († 1939)
- 4 settembre - Charles Edwin Fripp, pittore e illustratore britannico († 1906)
- 6 settembre - Jan Monchablon, pittore francese († 1904)
- 6 settembre - Georges Picquart, militare e politico francese († 1914)
- 6 settembre - Max Wladimir von Beck, politico austriaco († 1943)
- 8 settembre - Heinrich Kreutz, astronomo tedesco († 1907)
- 10 settembre - Augusto Battaglieri, avvocato e politico italiano († 1929)
- 11 settembre - William Holabird, architetto statunitense († 1923)
- 11 settembre - Albert Loefgren, botanico svedese († 1918)
- 11 settembre - Hippolyte Petitjean, pittore francese († 1929)
- 13 settembre - Hermann von Stein, generale e politico tedesco († 1927)
- 15 settembre - Giuseppe Brignone, attore italiano († 1937)
- 16 settembre - Alfredo di Montenuovo, politico austro-ungarico († 1927)
- 16 settembre - Armand Berton, pittore, illustratore e incisore francese († 1917)
- 16 settembre - Zhang Xun, generale cinese († 1923)
- 17 settembre - David Dunbar Buick, imprenditore scozzese († 1929)
- 17 settembre - Heinrich Pesch, economista e sociologo tedesco († 1926)
- 18 settembre - Viktor Dankl von Krasnik, generale austro-ungarico († 1941)
- 18 settembre - Fausto Zonaro, pittore italiano († 1929)
- 19 settembre - Cesare Bertolotti, pittore italiano († 1932)
- 20 settembre - Ruggero Berlam, architetto, museologo e politico italiano († 1920)
- 21 settembre - Sara Roosevelt, statunitense († 1941)
- 23 settembre - Cornelis Lely, politico e ingegnere olandese († 1929)
- 24 settembre - Adolfo Mangini, storico e commediografo italiano († 1929)
- 25 settembre - Antonio Salvetti, architetto, pittore e politico italiano († 1931)
- 26 settembre - Carlo Cipolla, storico italiano († 1916)
- 26 settembre - Percy Alexander MacMahon, matematico britannico († 1929)
- 27 settembre - Alois Lexa von Aehrenthal, politico e diplomatico austriaco († 1912)
- 28 settembre - Michele Rajna, matematico e astronomo italiano († 1920)
- 29 settembre - Anatole von Hügel, antropologo e scrittore austriaco († 1928)
- 30 settembre - Léon-Gustave Ravanne, pittore e fotografo francese († 1904)

## Ottobre(51)
- 1º ottobre - Richard Böhm, zoologo e esploratore tedesco († 1884)
- 2 ottobre - Patrick Geddes, biologo, sociologo e urbanista scozzese († 1932)
- 2 ottobre - Nikolaj Aleksandrovič Tret'jakov, generale russo († 1917)
- 3 ottobre - William Crawford Gorgas, igienista e generale statunitense († 1920)
- 3 ottobre - Carlo Porro, nobile, generale e politico italiano († 1939)
- 3 ottobre - German Ottovič Struve, astronomo russo († 1920)
- 4 ottobre - Michelangelo Schipa, scrittore e storico italiano († 1939)
- 5 ottobre - Magno Magni, imprenditore italiano († 1937)
- 5 ottobre - John Wylie, calciatore inglese († 1924)
- 7 ottobre - Rocco Carabba, tipografo e editore italiano († 1924)
- 7 ottobre - Christiaan de Wet, generale e politico sudafricano († 1922)
- 10 ottobre - Francesco Borgia Sedej, arcivescovo cattolico austro-ungarico († 1931)
- 11 ottobre - Adela Zamudio, scrittrice, insegnante e pittrice boliviana († 1928)
- 13 ottobre - Arturo Buzzi-Peccia, compositore italiano († 1946)
- 13 ottobre - William Rawson, calciatore sudafricano († 1932)
- 16 ottobre - Stanlislaus Kostka Govern, giocatore di baseball, giornalista e attore statunitense († 1924)
- 16 ottobre - Karl Kautsky, filosofo, politologo e economista austriaco († 1938)
- 16 ottobre - Oscar Wilde, scrittore irlandese († 1900)
- 17 ottobre - Luis Amigó Ferrer, religioso spagnolo († 1934)
- 17 ottobre - Sybil Newall, arciera britannica († 1929)
- 18 ottobre - Salomon August Andrée, esploratore, fisico e politico svedese († 1897)
- 20 ottobre - Alphonse Allais, scrittore e umorista francese († 1905)
- 20 ottobre - Arthur Rimbaud, poeta francese († 1891)
- 22 ottobre - Edouard de Laveleye, ingegnere, imprenditore e scrittore belga († 1938)
- 22 ottobre - Jean Résal, ingegnere francese († 1919)
- 22 ottobre - Frank Watt, allenatore di calcio e arbitro di calcio scozzese († 1932)
- 23 ottobre - Heinrich Morf, linguista e filologo svizzero († 1921)
- 23 ottobre - Annie Lorrain Smith, micologa britannica († 1937)
- 24 ottobre - Gunnar Berndtson, pittore finlandese († 1895)
- 24 ottobre - Louis Braquaval, pittore francese († 1919)
- 24 ottobre - Miksa Déri, ingegnere ungherese († 1938)
- 24 ottobre - Hendrik Willem Bakhuis Roozeboom, chimico olandese († 1907)
- 24 ottobre - Dmitrij Savel'evič Šuvaev, generale e politico russo († 1937)
- 26 ottobre - Nicolò Massa, compositore, pianista e direttore d'orchestra italiano († 1894)
- 26 ottobre - Giacinto Romano, storico italiano († 1920)
- 27 ottobre - William Alexander Smith, militare scozzese († 1914)
- 28 ottobre - Julia Bartet, attrice francese († 1941)
- 28 ottobre - Jean-Marie Guyau, sociologo e poeta francese († 1888)
- 28 ottobre - Karl Tersztyánszky von Nádás, generale austro-ungarico († 1921)
- 29 ottobre - Giovanni Ameglio, generale italiano († 1921)
- 29 ottobre - Samuel Eyde, ingegnere e imprenditore norvegese († 1940)
- 29 ottobre - Carlo Fossa Mancini, ingegnere italiano († 1931)
- 29 ottobre - Heinrich Mayr, botanico tedesco († 1911)
- 29 ottobre - Apel·les Mestres, illustratore, scrittore e musicista spagnolo († 1936)
- 30 ottobre - Giovanni Abignente, giurista e politico italiano († 1916)
- 30 ottobre - Cesare Agostinelli, anarchico e pubblicista italiano († 1933)
- 30 ottobre - Franz Rohr von Denta, generale austro-ungarico († 1927)
- 31 ottobre - Adolf Erman, egittologo tedesco († 1937)
- 31 ottobre - Geraldine Moodie, fotografa canadese († 1945)
- 31 ottobre - Hermann Oldenberg, orientalista e storico delle religioni tedesco († 1920)
- 31 ottobre - Otto Sverdrup, esploratore norvegese († 1930)

## Novembre(30)
- 2 novembre - Isidor Gunsberg, scacchista ungherese († 1930)
- 3 novembre - Vladimir Čertkov, attivista e scrittore russo († 1936)
- 3 novembre - Carlo Fornasini, politico e scienziato italiano († 1931)
- 3 novembre - Takamine Jōkichi, chimico giapponese († 1922)
- 5 novembre - Anders Severin Donner, astronomo finlandese († 1938)
- 5 novembre - Paul Sabatier, chimico francese († 1941)
- 6 novembre - Cesare Laurenti, pittore, scultore e architetto italiano († 1936)
- 6 novembre - John Philip Sousa, compositore e direttore di banda statunitense († 1932)
- 7 novembre - Ernest Babelon, numismatico, medievista e bibliotecario francese († 1924)
- 7 novembre - Emilio Bonelli, militare, scrittore e esploratore spagnolo († 1926)
- 7 novembre - Miguel Febres Cordero, religioso ecuadoriano († 1910)
- 8 novembre - Johannes Rydberg, fisico e matematico svedese († 1919)
- 11 novembre - William Y. Atkinson, politico statunitense († 1899)
- 11 novembre - Alessandro Mussolini, attivista e artigiano italiano († 1910)
- 11 novembre - Carlo Ucekar, politico e tipografo austro-ungarico († 1902)
- 12 novembre - Paul Édouard Pouradier-Duteil, generale francese († 1933)
- 13 novembre - Francesco Albera, scultore italiano († 1911)
- 13 novembre - Luca Beltrami, architetto, storico dell'arte e politico italiano († 1933)
- 13 novembre - George Whitefield Chadwick, compositore statunitense († 1931)
- 14 novembre - Emily Anne Spencer-Churchill, nobildonna inglese († 1923)
- 16 novembre - Franz Curti, compositore svizzero († 1898)
- 16 novembre - Ludwig Piskaçek, ginecologo austriaco († 1932)
- 17 novembre - Hubert Lyautey, generale francese († 1934)
- 17 novembre - Robert von Schneider, archeologo e numismatico austriaco († 1909)
- 20 novembre - Camillo De Riso, attore e regista italiano († 1924)
- 21 novembre - Papa Benedetto XV, papa, arcivescovo cattolico e cardinale italiano († 1922)
- 25 novembre - Edward Meyrick, entomologo inglese († 1938)
- 27 novembre - Johan Ludvig Heiberg, filologo classico e grecista danese († 1928)
- 28 novembre - Gottlieb Haberlandt, botanico e biologo austro-ungarico († 1945)
- 28 novembre - Dukinfield Henry Scott, botanico britannico († 1934)

## Dicembre(35)
- 2 dicembre - Nicola Badaloni, politico italiano († 1945)
- 3 dicembre - David G. Baird, scacchista statunitense († 1913)
- 4 dicembre - Lars Romell, micologo svedese († 1927)
- 4 dicembre - Massimo Tamberi, fantino italiano
- 7 dicembre - Paul Gerber, insegnante e fisico tedesco († 1909)
- 8 dicembre - Anna Bilińska-Bohdanowicz, pittrice polacca († 1893)
- 9 dicembre - Pekka Juhani Hannikainen, compositore finlandese († 1924)
- 10 dicembre - Thomas Cooper Gotch, pittore e illustratore inglese († 1931)
- 11 dicembre - Giulio Melegari, diplomatico italiano († 1935)
- 11 dicembre - Charles Radbourn, giocatore di baseball statunitense († 1897)
- 13 dicembre - Enrico Crespi, pittore e incisore italiano († 1929)
- 13 dicembre - Rudolf Knietsch, chimico tedesco († 1906)
- 14 dicembre - Andrea Capparelli, fisiologo italiano († 1921)
- 15 dicembre - Jens Peter Berthelsen, schermidore danese († 1934)
- 15 dicembre - Fedele De Novellis, diplomatico e politico italiano († 1929)
- 15 dicembre - Paolo Magretti, naturalista, entomologo e esploratore italiano († 1913)
- 15 dicembre - Lazzaro Pisani, pittore maltese († 1932)
- 18 dicembre - Stanley Lane-Poole, orientalista, archeologo e numismatico britannico († 1931)
- 18 dicembre - Bonaldo Stringher, politico e economista italiano († 1930)
- 19 dicembre - Marcel Brillouin, fisico e matematico francese († 1948)
- 19 dicembre - Antonio Migliaccio, presbitero italiano († 1945)
- 19 dicembre - Elizabeth Peckham, aracnologa, entomologa e naturalista statunitense († 1940)
- 21 dicembre - Jules Gilliéron, linguista e filologo svizzero († 1926)
- 21 dicembre - Morton Prince, psicologo statunitense († 1929)
- 21 dicembre - Thomas Stangl, filologo classico e docente tedesco († 1921)
- 23 dicembre - Adrian Scott Stokes, pittore inglese († 1935)
- 24 dicembre - Sveinung Aanonsen, pittore e scultore norvegese († 1919)
- 24 dicembre - José María Reina Barrios, politico guatemalteco († 1898)
- 24 dicembre - Aristizza Romanescu, attrice teatrale rumena († 1918)
- 26 dicembre - Antonio Gonelli-Cioni, pedagogista italiano († 1912)
- 26 dicembre - José Yves Limantour, politico e economista messicano († 1935)
- 29 dicembre - Solon Irving Bailey, astronomo statunitense († 1931)
- 29 dicembre - Luigi Conforti, poeta, critico letterario e saggista italiano († 1907)
- 30 dicembre - Hasan Isma'il Pascià, militare e politico egiziano († 1888)
- 31 dicembre - Domenico Piccoli, ingegnere, politico e imprenditore italiano († 1921)

## Senza giorno specificato(54)
- Paul Abram, pittore francese († 1924)
- Victoriano Agüeros, scrittore messicano († 1911)
- Pierina Aiudi, attrice teatrale italiana († 1890)
- Joan Alcover, poeta, saggista e politico spagnolo († 1926)
- Ali bin Sa'id di Zanzibar, sultano († 1893)
- Domenico Anderson, fotografo italiano († 1938)
- Cesare Balbi di Robecco, pittore italiano († 1939)
- Jacques von Bedriaga, zoologo e erpetologo russo († 1906)
- Georgij Ėduardovič Berchman, militare russo († 1929)
- Giorgio Bompiani, generale, dirigente sportivo e scrittore italiano († 1934)
- George Buchanan, diplomatico britannico († 1924)
- James Buckle, calciatore nordirlandese († 1884)
- James W. Castle, regista e sceneggiatore statunitense
- Jean Chaffanjon, esploratore francese († 1913)
- Raffaello Colarusso, politico italiano († 1919)
- Julius Elster, fisico tedesco († 1920)
- Théodore Flournoy, psicologo svizzero († 1920)
- Enrico Gallina, attore italiano († 1929)
- Ksaver Šandor Gjalski, scrittore croato († 1935)
- Alf Harvey, calciatore inglese († 1935)
- Salvador Ibáñez, liutaio spagnolo († 1920)
- Ante Kovačić, scrittore croato († 1899)
- Georges Vacher de Lapouge, antropologo francese († 1936)
- William Todd Lithgow, imprenditore britannico († 1928)
- Ol'ga Spiridonovna Ljubatovič, rivoluzionaria russa († 1917)
- Jean Lombard, romanziere francese († 1891)
- Gustav Ludwig, storico dell'arte, fotografo e medico tedesco († 1905)
- Manuel Luque, pittore e incisore spagnolo († 1918)
- Flora Piccoli Mancini, musicista e poetessa italiana († 1899)
- Edoardo Martinori, numismatico, viaggiatore e alpinista italiano († 1935)
- Carlo Michelini di San Martino, militare italiano († 1914)
- Charles William Mitchell, pittore inglese († 1903)
- Willem Gerard van Nouhuys, scrittore olandese († 1914)
- Jenny Nyström, pittrice e illustratrice svedese († 1946)
- Moisej Ostrogorskij, politico russo († 1921)
- Maria Leopoldina Paolicchi, mezzosoprano e contralto italiano († 1932)
- Antonio Parma, imprenditore italiano († 1922)
- Raimondo Pontecorvo, pittore italiano († 1929)
- Liborio Prosperi, pittore italiano († 1928)
- Rongshou, principessa cinese († 1924)
- Marija Gavrilovna Savina, attrice teatrale russa († 1915)
- Eugenio Scacchi, mineralogista italiano († 1929)
- Luke Short, pistolero statunitense († 1893)
- Amalia Sperandio, fotografa italiana († 1948)
- Jean Stanislaus Stolzmann, ornitologo polacco († 1928)
- George Herbert Strutt, imprenditore e filantropo britannico († 1928)
- Marija Dmitrievna Subbotina, rivoluzionaria russa († 1878)
- Emilie Tagliana, cantante lirica italiana
- Henry Tenré, pittore francese († 1926)
- Anna Grigor'evna Toporkova, rivoluzionaria russa
- Giuseppe Venturi, generale italiano († 1925)
- Horace Vinton, sceneggiatore, regista e attore statunitense († 1930)
- Gertrude Mary Woodward, illustratrice britannica († 1939)
- Al-Husayn ibn Ali, sovrano arabo († 1931)